# Lithobius beulae
Lithobius beulae är en mångfotingart som beskrevs av Chamberlin 1903. Lithobius beulae ingår i släktet Lithobius och familjen stenkrypare. Inga underarter finns listade i Catalogue of Life.